# Mikecz Kálmán
Vitéz Mikecz Kálmán (Nyíregyháza, 1895. szeptember 22. – Budapest, 1974. szeptember 15.) magyar katonatiszt, huszárezredes.

## Élete
Családja régi magyar nemesi család. A család első ismert tagja Izsák volt, aki kb. 1160 körül születhetett. Leszármazottai között több neves közéleti személyiségek találhatóak. Az írásos dokumentumok szerint Magyarország királya Zsigmond 1434-ben megerősítette a család szerepét az ország vezetésében, és a Mykchecz családnak címeres nemesi levelet adományozott.
Édesapja Szabolcs vármegye alispánja volt. Alispánsága előtt függetlenségi párti országgyűlési képviselő volt.
Édesapja 51 éves korában hunyt el, amikor Mikecz Kálmán még csak 6 éves volt. Édesanyját pedig 10 évesen vesztette el. Ezt követően gyerekkorát rokonoknál volt kénytelen leélni. Szülőktől örökölt vagyonát pedig az árvaszék hadikölcsönbe fektette, ami az akkortájban dúló háború miatt nullára értéktelenedett. Nyíregyházán protestáns gimnáziumban érettségizett, majd egy évet jogot hallgatott. 
Az első világháború kitörését követően, 1914 kora őszén bevonult a Császári és Királyi 3. gróf Hadik András Huszárezredbe. Alapkiképzést követően elvégezte a tartalékos tiszti iskolát és 1915. május végétől kezdve a háború befejezéséig kisebb megszakításokkal az orosz hadszíntereken teljesített frontszolgálatot. 1915. június elején a Visztula vonalnál átesik a tűzkeresztségen, mint kadét. Részt vett a hírhedt San folyó menti harcokban, majd átkelve a Pilicán, augusztusban Varsó körzetében harcolt. Varsótól észak-kelet irányban folytatja az ezred az előrenyomulást és erős ellenséges tűzben a Liwjec folyón átkelést hajtott végre. Jablonnánál kemény ütközet kerekedett, ahol a huszárezred századai lóról leszállva harcoltak. 1915. augusztus közepén a harcokban kifejtett személyes bátorságáért felterjesztették a Kisezüst Vitézségi Éremre. Átkelve a Bugon már mocsaras erdőségekben harcolt. Szeptemberre elérték a Bielowiezskaja nagy kiterjedésű erdejeit. Az ezred átvonult Breszt-Litovszk városon is. Az oroszok a felégetett föld taktikáját használva a visszavonulás során minden értéket, bele értve a gabonát és élelmiszert felégettek. Mikecz Kálmán harctéri szolgálatában is maradandó " élményt" jelentett a Pripiatji mocsarakban folyó harci időszak. 
1915. szeptember 30-án igen heves ütközet bontakozik ki, amelyben mind a két oldal súlyos veszteségeket szerzett. Ekkor kapott súlyos comblövést is, de bátor helytállásáért itt terjesztik fel az Nagyezüst Vitézségi Éremre. Ez alapozta meg a vitézi rendbe való belépésének lehetőségét is. A sebesülésen kívül egy életre szóló reumát is kapott a mocsaras terepviszonyok miatt. A háborút három hónap gyógykezelést követően saját kérésére ismét az orosz fronton folytatta.
1916. augusztus 1-jén Mikecz Kálmánt hadnaggyá nevezték ki. Az 1917. július 29-én IV. Károly magyar király személyesen tüntette ki. Ekkor már az ezred egyedüli, hadnagy, század parancsnoki beosztásban szolgált. A többi század parancsnoka vagy főhadnagy vagy kapitány volt.
1917 novemberében megkapta a főhadnagyi előléptetését. Az év hátralévő része az oroszországi bolsevik forradalom kitörését követően megváltozott. A harcok lecsitultak. Az ezredet 1918-ban először Besszarábiába, majd Odesszába vezényelték. Itt rendfenntartó szerepet töltöttek be. Az Osztrák–Magyar Monarchia összeomlását követően az ezred 1918 novemberében rendezett, parancs szerint hazatért.
Mikecz Kálmán mint tényleges főhadnagy az újonnan létesült Magyar Királyi Honvédség állományában maradt. Szolgálata döntő többségben Szabolcs vármegyéhez, illetve Nyíregyházához kötötte.
Az újonnan felállított Magyar Királyi 4. Hadik András Huszárezred szakasz és századparancsnoka lett. Majd első ezredsegédtiszt, járási leventeparancsnok, lónyilvántartó tiszt volt.
1924. június 15-én vitéz nagybányai Horthy Miklós vitézzé avatta. Sikeresen elvégezte a törzstiszti tanfolyamot, majd 11 év századosi rendfokozatot követően 1937-ben törzstiszti, őrnaggyá léptették elő. 
1940-ben a lovasdandár parancsnokságán személyügyi előadó, majd ismét a nyíregyházi huszárezredhez helyezték, ahol 1941. január 1-től az ezred 2. huszárosztályának parancsnoka lett.
Magyarország második világháborúba való belépését követően, 1941 nyarán a nyíregyházi huszárezredet is elsőnek rendelték a keleti hadszíntérre. 1941 augusztusában osztályának az élén hajtotta végre a Magyar Királyi Honvédség utolsó huszárrohamát a szovjetek ellen, megmentve egy német zászlóaljat.
Hazatérve maga vitéz nagybányai Horthy Miklós személyesen fogadta. 1943. augusztus 1-én huszárezredessé léptették elő. Nyíregyháza szovjetek általi elfoglalásáig a városban szolgált, majd Sopronba helyezték. 1945 márciusában ismét a harctérre vezényelték, ahol mint harccsoport parancsnok részt vett a huszárhadosztály maradékainak és egyéb alakulatoknak Rába mögötti védelmi harcaiban. 1945. március 31-én Sopronban került szovjet hadifogságba. 11 tábor és 3 év fogságot követően 1948. június 28-án tért haza.
Harctéri cselekményei miatt az új rezsim száműzte az újjáalakuló ún. demokratikus hadseregből. Nyugdíját is megvonták. Nyíregyházáról eltanácsolták. Budapestre költözött családjával, ahol segédmunkásként dolgozott.
A rendszerváltozást követően rehabilitálták és az első szabadon választott kormány javaslatára, Göncz Árpád Magyarország Köztársaság Elnöke 1994. május 21-én posztumusz dandártábornokká léptette elő.

## Emlékezete
2021-ben felállításra került Nyíregyházán a vitéz Mikecz Kálmán Honvéd Kollégium.

## Kitüntetései
- A Magyar Érdemrend lovagkeresztje
- Katonai Érdemérem IV. Károly királytól
- Magyar Koronás Bronzérem (Signum Laudis) hadiszalagon a kardokkal (Horthy Miklós kormányzótól)
- Ezüst Vitézségi Érem I. osztálya (Nagyezüst)
- Ezüst Vitézségi Érem II. osztálya (Kisezüst)
- Károly-csapatkereszt
- Nemzetvédelmi Kereszt
- Tűzkereszt I. fokozat
- Sebesültek Érme
- Magyar Háborús Emlékérem
- Tiszti Szolgálati Jel
- Erdélyi Emlékérem
- Német Lovagrend Mária Keresztje
- Osztrák Háborús Emlékérem I. fokozat
- Bolgár Háborús Emlékérem I. fokozat
- Német Vaskereszt II. osztálya
- Vitézi Rend jelvénye